# Volume critique
Le volume critique, sans autre précision, est le volume unitaire d’une substance à son point critique.
Plus généralement, ce peut être le volume unitaire à toute transition de phase spécifiée.
Il s’exprime dans une unité appropriée : usuellement en cm³/mol.
Voir aussi température critique, pression critique.